# Hans Urech
Hans Urech (* 31. Juli 1885; † 24. August 1963) war ein Schweizer Feldhandballtrainer, -schiedsrichter und Funktionär des BTV Aarau.

## Leben
Er war von 1919 bis 1937 Lehrer in Aarau. 1920 war er Vizepräsident, 1921/22 Präsident und von 1923 bis 1926 Oberturner des BTV Aarau. Er gründete den Aargauischen Leichtathleten-Verband, den er als erster Präsident zwischen 1919 und 1923 leitete. Später wurde er Kursleiter, Mitglied der Technischen Kommission und Turninspektor im Eidgenössischen Leichtathleten-Verband. In den 1930er Jahren spielte er Faustball.

## Handball
Als Anfang der 1920er Jahre im Eidgenössischen Turnverein diskutiert wurde, ob man lieber Fangball oder Handball spielen sollte, schrieb er einen Artikel, in dem er den Fangball bevorzugte, und schrieb: «Durch die Einführung des Korbballes ist auch in der Richtung der Handballfreunde Genüge getan, so daß der Eidgenössische Turnverein füglich auf die Einführung des Handballes verzichten kann.» Nichtsdestotrotz war er in der ersten Schweizerischen Handballmeisterschaft 1933 Regionalchef und leitete das entscheidende Spiel in der Finalrunde. Am 19. Mai 1935 war er Trainer der Schweizer Männer-Feldhandballnationalmannschaft, die ihr erstes Länderspiel gegen das Deutsche Reich spielte. Sie verlor es 14:6. Im Rückspiel im Oktober gegen Deutschland war er der Schiedsrichter. An der Olympiade 1936 leitete er ein Spiel in der Ausscheidungsrunde (Ungarn gegen Vereinigte Staaten), in der Endrunde war er zweimal Linienrichter, und er pfiff das entscheidende Spiel um den Olympiasieg zwischen dem Deutschen Reich und Österreich.

## Ehrungen
- Ehrenmitglied: Aargauischer Leichtathleten-Verband
- Ehrenmitglied: BTV Aarau

## Schriften
- Fangball oder Handball. In: Eidgenössischer Turnverein (Hrsg.): Schweizerische Turnzeitung. Band 65, Nr. 52. Aarau 29. Dezember 1922, OCLC 638225575, S. 581–583.
- Jubiläumsschrift des Aargauischen Leichtathletenverbandes 1919–1944. Müller, Lenzburg 1944, OCLC 777895893, Aargauer Kantonsbibliothek: 41ABN_ALEPH_DS000257934.